# Б'янкі
Б'янкі (італ. Bianchi, сиц. Bianchi) — муніципалітет в Італії, у регіоні Калабрія, провінція Козенца.
Б'янкі розташоване на відстані близько 460 км на південний схід від Риму, 28 км на північний захід від Катандзаро, 27 км на південний схід від Козенци.
Населення — 1311 осіб (2014).
Щорічний фестиваль відбувається 25 липня. Покровитель — San Giacomo.

## Демографія
Населення за роками:

Станом на 1 січня 2023 року в муніципалітеті офіційно проживало 18 іноземців з 7 країн, серед них 12 громадян країн Євросоюзу та 1 громадянин України.

## Сусідні муніципалітети
- Карлополі
- Колозімі
- Панеттієрі
- Паренті
- Сорбо-Сан-Базіле
- Соверія-Маннеллі